# Hello Watt
Hello Watt est une start-up française spécialisée dans la transition énergétique des logements. Fondée en 2016, elle aide les particuliers à réduire leur consommation d'énergie domestique en s'appuyant sur l'analyse des données énergétiques et en proposant un comparateur d'offres d'électricité et de gaz. Elle assure également les travaux de rénovation énergétique et l'installation d'équipements comme des pompes à chaleur ou des panneaux solaires. Hello Watt publie également des études sur l'efficacité énergétique et développe des outils comme une carte interactive du diagnostic de performance énergétique.

## Histoire
Fondée en 2016, la start-up Hello Watt, dirigée par Xavier Coudert et Sylvain Le Falher, aide les particuliers à réduire leur consommation d'énergie domestique et donc leurs factures d'électricité, de 15 % en moyenne,. Elle se base pour cela sur l'étude des données énergétiques individuelles, rendues disponibles par la libéralisation en 2007 du marché de l'électricité en France, qui a également donné la possibilité de changer de fournisseur d'électricité et de gaz, transition que facilite Hello Watt en proposant un comparateur des offres concurrentes à celle d'EDF.
Elle élargit ensuite ses services aux achats groupés et crée une application dédiée au suivi de la consommation,. Elle propose également un accompagnement à la rénovation énergétique et dans l'installation d'équipements de chauffage ou de production d'électricité. Hello Watt intègre en 2021 le French Tech Green20, un programme lancé par le gouvernement sur le modèle du Next40 et du FT120 visant à accompagner dans leur croissance vingt start-ups spécialisées dans la transition écologique.
Hello Watt se lance en Espagne en 2022, au départ avec un comparateur des offres des fournisseurs et l'installation de panneaux solaires, puis une application de suivi de la consommation et une option de travaux de rénovation énergétique. Sa première filiale internationale y est lancée car le pays présente l'avantage d'avoir des conditions climatiques très favorables au photovoltaïque, tout en ayant un taux d'équipement de cette technologie très faible chez les particuliers.
La start-up réalise sa première levée de fonds l'année suivante, auprès du BNP Paribas Solar Impulse Venture Fund et de Starquest Capital, pour un total de douze millions d'euros. Cette augmentation de capital a pour but de financer l'embauche d'une centaine de salariés, en plus des 180 déjà présents à Paris, Amiens et Valence en Espagne,. Hello Watt compte environ trente salariés dans cette dernière fin 2024, et la levée de fonds doit permettre d'atteindre une centaine d'employés en Espagne. En 2023, l'application Hello Watt a été téléchargée un million de fois et ses activités ont permis d'économiser 80 000 tonnes d'émissions de dioxyde de carbone.

## Activités
Hello Watt propose une application pour les particuliers qui les accompagne dans l'optimisation de leur consommation d'énergie domestique, en se basant sur les données énergétiques du foyer remontées par les compteurs connectés Linky et Gazpar. Elle donne ainsi la possibilité de réduire sa facture d'électricité, voire de changer de fournisseur, grâce à un comparateur des offres disponibles. Elle propose également des achats groupés pour obtenir des remises sur les factures à l'achat et un service de conciergerie de déménagement permettant de transférer les contrats d'énergie ou de box Internet. Elle se rémunère en prenant une commission sur le changement de contrat ou via l'effacement énergétique.
L'essentiel de son modèle d'entreprise repose néanmoins sur la rénovation énergétique,. Elle réalise des estimations d'efficacité énergétique, évalue les travaux nécessaires, par exemple l'isolation thermique ou l'installation de pompes à chaleur et les réalise ensuite, via un réseau d'artisans certifiés. L'un des principaux freins à ce type de travaux étant leur coût, Hello Watt propose une déduction en amont de toutes les aides disponibles comme Ma Prime Rénov ou le certificat d'économies d'énergie.
Hello Watt publie aussi régulièrement des études sur l'efficience énergétique des logements,. Elle a ainsi réalisé en 2023 une étude sur l’impact des différents systèmes de chauffage sur les dépenses des ménages, en fonction de l'évolution des prix de l'énergie ou des aides gouvernementales disponibles. Elle pointe aussi dans une seconde étude les limites des diagnostics de performance énergétique, souvent peu fiables, avec des écarts importants entre estimation et consommation réelle. À la suite de cette publication, la start-up a développé une carte interactive pour estimer le DPE d'un logement. Enfin, elle a publié fin 2024 une étude cartographiant les villes présentant le plus grand nombre de passoires thermiques, qui seront progressivement interdites à la location.
Hello Watt est également à l’origine de deux publications scientifiques,. La première porte sur l'analyse de la consommation électrique à partir des données des compteurs intelligents. L'entreprise a mis au point un modèle mathématique capable d'estimer la part du chauffage électrique en fonction de la température extérieure, en s'appuyant sur les données de 676 foyers français. La seconde publication concerne l’identification de la consommation des chauffe-eaux électriques à partir des pics de consommation. Ces modèles sont notamment utilisés pour désagréger les usages des particuliers dans l’application Hello Watt.